# Гребля Букурден
Гребля Букурден (Boukourdene) – гідротехнічна споруда на півночі Алжиру.
Греблю спорудили в 1986 – 1992 роках на уеді Хачем (Hachem), що впадає до Середземного моря за два десятки кілометрів на захід від Тіпази. Також сховище отримує додатковий ресурс – до 20 млн м3 на рік – зі сточища уеду Надор, що впадає до Середземного моря за пару кілометрів на захід від Тіпази. Водозбірний басейн споруди складає 243 (за іншими даними – лише 156)  км2, а її головним призначенням є водопостачання та іригація.
В межах проєкту долину уеду перекрили земляною греблею висотою 74 метра, довжиною 610 метрів та шириною від 10 (по гребеню) до 368 (по основі) метрів. Будівництво споруди потребувало 3,92 млн м3 матеріалу (а також 105 тис м3 бетону). Праворуч від греблі облаштовано бетонний водоскид, який під час повені має перепускати до 1000 м3/с.
Гребля утворила водосховище з нормальним об’ємом 97 млн м3, при цьому надалі цей показник був переглянутий в сторону збільшення та затверджений як 108 млн м3. Станом на 2004 рік унаслідок замулення об’єм зменшився до 105 млн м3. Площа водойми при нормальному рівні на позначці 119,5 метра НРМ становить 5,36 км2, тоді як під час повені може збільшуватись до 6 км2 на рівні 123 метра НРМ.